# Амури
Аму́ри — село Ананьївської міської громади Подільського району Одеської області, Україна. Населення становить 149 осіб.

## Історія
7 (20) листопада 1917 року, відповідно до Третього Універсалу Української Центральної Ради, увійшло до складу Української Народної Республіки.
12 червня 2020 року, відповідно до Розпорядження Кабінету Міністрів України № 724-р «Про визначення адміністративних центрів та затвердження територій територіальних громад Одеської області», увійшло до складу Ананьївської міської  територіальної громади.
19 липня 2020 року, в результаті адміністративно-територіальної реформи і ліквідації Ананьївського району, село увійшло до складу новоутвореного Подільського району.

## Населення
Згідно з переписом 1989 року населення села становило 179 осіб, з яких 81 чоловік та 98 жінок.
За переписом населення 2001 року в селі мешкало 149 осіб.

### Мова
Розподіл населення за рідною мовою за даними перепису 2001 року:
| Мова       | Відсоток |
| ---------- | -------- |
| українська | 94,63 %  |
| російська  | 3,36 %   |
| румунська  | 2,01 %   |